# Rhinichthys obtusus
Rhinichthys obtusus es una especie de peces de la familia de los Cyprinidae en el orden de los Cypriniformes.

## Morfología
Los machos pueden llegar alcanzar los 8 cm de longitud total.

## Alimentación
Come insectos acuáticos.

## Hábitat
Es un pez de agua dulce y de clima subtropical.

## Distribución geográfica
Se encuentran en Norteamérica:  cuencas de los ríos  Mississippi y  Ohio los Estados Unidos y Canadá  (Manitoba ).